# ادا (ویسکانسین)
ادا، ویسکانسین (به انگلیسی: Ada, Wisconsin) یک محدوده ثبت‌نشده در ایالات متحده آمریکا است که در Herman واقع شده‌است.

## خصوصیات
ادا ۲۷۱٫۸۸ متر بالاتر از سطح دریا واقع شده‌است.